# Rivière Clova
Pour les articles homonymes, voir Clova.
La rivière Clova est un affluent du Lac du Pain de Sucre, coulant au nord du fleuve Saint-Laurent, dans le territoire de La Tuque, dans la région administrative de la Mauricie, au Québec, au Canada.
Ce cours d’eau coule entièrement dans une petite vallée en zone forestière. Cette zone est sans villégiature.
La surface de la rivière Clova est généralement gelée du début de décembre jusqu’au début d’avril. 

## Géographie

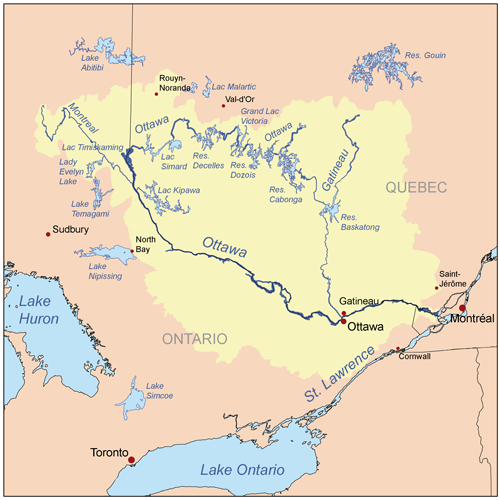
Bassin hydrographique de la rivière des Outaouais.

La rivière Clova prend sa source à l’embouchure du lac Richard (longueur : 1,7 km ; altitude : 430 m), dans le territoire de la ville de La Tuque. Ce lac est situé à 3,1 km au sud-est du centre-ville de Clova (Québec) et à 178 km au sud-est du centre-ville de Senneterre, à 64,3 km au nord-ouest du centre du village de Parent et à 21,7 km au nord de la confluence de la rivière Clova.
À partir du barrage situé à l’embouchure du lac Richard, la rivière Clova coule sur 28,5 km, selon les segments suivants :
- 2,1 km vers le sud-est, en traversant deux lacs dont le dernier est le lac Lupien (longueur : 1,1 km ; altitude : 430 m) jusqu’à son embouchure ;
- 3,2 km vers l’est, puis le sud-ouest, en traversant les 3 lacs Gilbert sur leur pleine longueur : 1er lac (altitude : 430 m) ; 2e lac (longueur : 1,3 km ; altitude : 430 m) ; 3e lac (longueur : 1,2 km ; altitude : 425 m), jusqu’à l’embouchure du dernier ;
- 3,2 km vers le sud, en traversant le lac René qui chevauche la limite des cantons de Buies et de Douville, jusqu’à la limite des cantons ;
- 7,0 km vers le sud dans le canton de Douville, en traversant le lac D’Anjou (longueur : 2,4 km ; altitude : 416 m), jusqu’au barrage à son embouchure. Note : le lac D’Anjou reçoit les eaux de la rivière White (venant de l’est) ;
- 3,8 km vers le sud-ouest, en traversant le lac Clova (longueur : km ; altitude : 419 m) sur sa pleine longueur, jusqu’à son embouchure ;
- 6,1 km vers le sud, jusqu’à un coude de la rivière. Note : dans ce segment, la rivière Clova s’élargit à quelques endroits ;
- 6,3 km vers le sud-ouest en coupant la limite entre les cantons de Douville et de Gosselin, jusqu’à la confluence de la rivière. Note : dans ce segment, la rivière Clova recueille les eaux de la rivière McLaren (venant du nord)[2]

La rivière Clova se déverse dans le canton de Gosselin sur la rive est de la partie nord du lac du Pain de Sucre lequel constitue le lac de tête de la rivière Gatineau ; cette dernière se déverse à son tour dans la rivière des Outaouais. Cette confluence de la rivière Clova est située à :
- 3,6 km au nord de l’embouchure du Lac du Pain de Sucre, que le courant traverse vers le sud sur 3,9 km ;
- 26,9 km au sud-est du centre du village de Clova (Québec) ;
- 68,1 km à l'ouest du centre du village de Parent ;
- 145 km au sud-est du centre-ville de Senneterre.

## Toponymie
Le toponyme Rivière Clova a été officialisé le 5 décembre 1968 à la Commission de toponymie du Québec.